# Richard Lovell Edgeworth

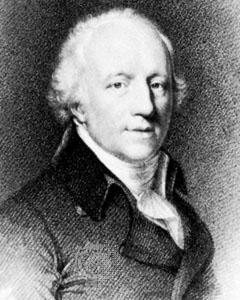
Richard Lovell Edgeworth

Richard Lovell Edgeworth (ur. 1744, zm. 1817) – irlandzki konstruktor, pisarz i pedagog. Uruchomił pierwszy w Wielkiej Brytanii telegraf elektryczny. Jego córką była powieściopisarka Maria Edgeworth. 